# Grevillea baueri
Grevillea baueri,  es una especie de arbusto  del gran género  Grevillea perteneciente a la familia  Proteaceae. Es originaria del sudeste de Nueva Gales del Sur en  Australia.

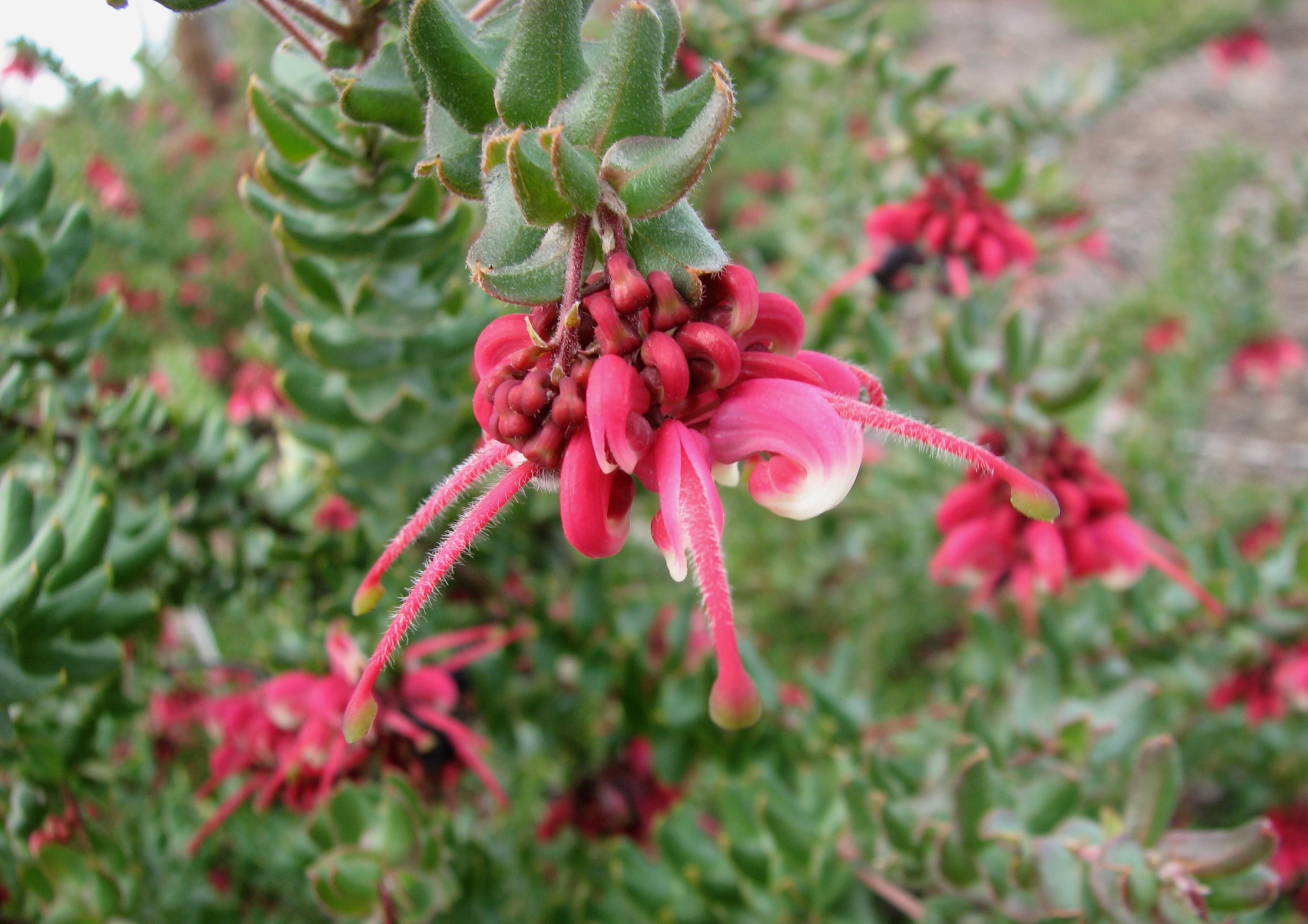
Vista de la planta

## Descripción
Alcanza un tamaño de hasta un metro de altura y 2 metros de ancho. Las flores se produen a finales del invierno y la primavera. Estas tienen un perianto de color rojo con la punta de color crema y un estilo de color rojo, verde, en la punta.

## Cultivo
Esta especie tiene un atractivo follaje y bellas flores, aunque estas últimas ennegrecen después de la madurez, lo que puede restar valor su apariencia general. Es resistente a las heladas en Australia y prefiere una posición razonable y con drenaje, a pleno sol o sombra parcial. Las plantas se propagan por estacas.

## Taxonomía
Grevillea baueri fue descrita por Robert Brown y publicado en Transactions of the Linnean Society of London 10: 173. 1810.
Subespecies
- G. baueri subsp. asperula
- G. baueri subsp. baueri

Etimología
Grevillea, el nombre del género fue nombrado en honor de Charles Francis Greville, cofundador de la Royal Horticultural Society.
baueri, el epíteto específico fue nombrado en honor de los hermanos Franz y Ferdinand Bauer, notables ilustradores botánicos de  Austria.
Sinonimia
- Grevillea baueri var. sieberi Endl.
- Grevillea daphnoides Sieber ex Schult.
- Grevillea myrtillifolia A.Cunn. ex Benth.
- Grevillea pubescens Hook.
- Grevillea pubescens Graham[3]

En Flora of Australia (1999), la especie es posicionada dentro del género Grevillea según el siguiente árbol jerárquico:
Grevillea (género)
Floribunda Grupo
Rosmarinifolia Subgrupo
Grevillea iaspicula
Grevillea jephcottii
Grevillea lanigera
Grevillea baueri
Grevillea rosmarinifolia
Grevillea divaricata